# Stjepan III. Moldavski
Stjepan III. Moldavski (također poznat kao Stjepan Veliki, rumunjski: Stefan cel Mare, 1433. – 2. srpnja 1504.) bio je princ Moldavije između 1457. i 1504. i najistaknutiji predstavnik vladarske kuće Muşat.
Tijekom njegove vladavine, ojačao je Moldaviju, koja je zadržala svoju neovisnost protiv ambicija Mađarske, Poljske, i Osmanskog Carstva, koji su nastojali pokoriti zemlju. 
Stjepan je postigao slavu u Europi po svome dugom otporu protiv Osmanlija. Bio je pobjednik u 46 od svojih 48 borbi, a bio je jedan od prvih koji su postigli odlučujuću pobjedu nad Osmanlijama u bitki kod Vasluija, nakon čega ga je papa Siksto IV. proglasio "šampionom kršćanske vjere" (lat. Verus christianae fidei athleta). 
Bio je vjernik. Pokazao je svoju pobožnost kad je platio dug Brda Atos prema Visokoj Porti, vladi Osmanskog Carstva, osiguravajući kontinuitet Atosa kao autonomne monaške zajednice.
Rumunjska pravoslavna Crkva proglasila ga je svecem. Za njegove vladavine sagrađeno je puno crkvi i raznih drugih građevina. Manastir Voroneț u Rumunjskoj je pod zaštitom UNESCO-a. Slika Stjepana III. Moldavskoga nalazi se na novčanicama i kovanicama moldavskoga leja, a nalazila se i na rumunjskoj novčanici od 20 leja, koja više nije u upotrebi.
U Kišinjevu, glavnom gradu Moldavije nalazi se spomenik Stjepana III. ispred vladinih zgrada, a nekoliko njegovim spomenika nalazi se i u drugim gradovima Moldavije i Rumunjske.